# John Esslemont
John Ebenezer Esslemont (Aberdeen, 19 maggio 1874 – Haifa, 1925) è stato un noto bahai britannico, figlio di John E. Esslemont e di Margaret Davidson.
John Esslemont, che era medico e conoscitore di lingue occidentali e orientali, scrisse il libro Bahá'u'lláh e la nuova era, testo molte volte ristampato, che rappresenta una sintesi importante per chi vuol conoscere o avvicinarsi alla fede Bahai.
Fu nominato, postumo, Mano della Causa da Shoghi Effendi, il primo che Shoghi Effendi nominò, e discepolo di `Abdu'l-Bahá.

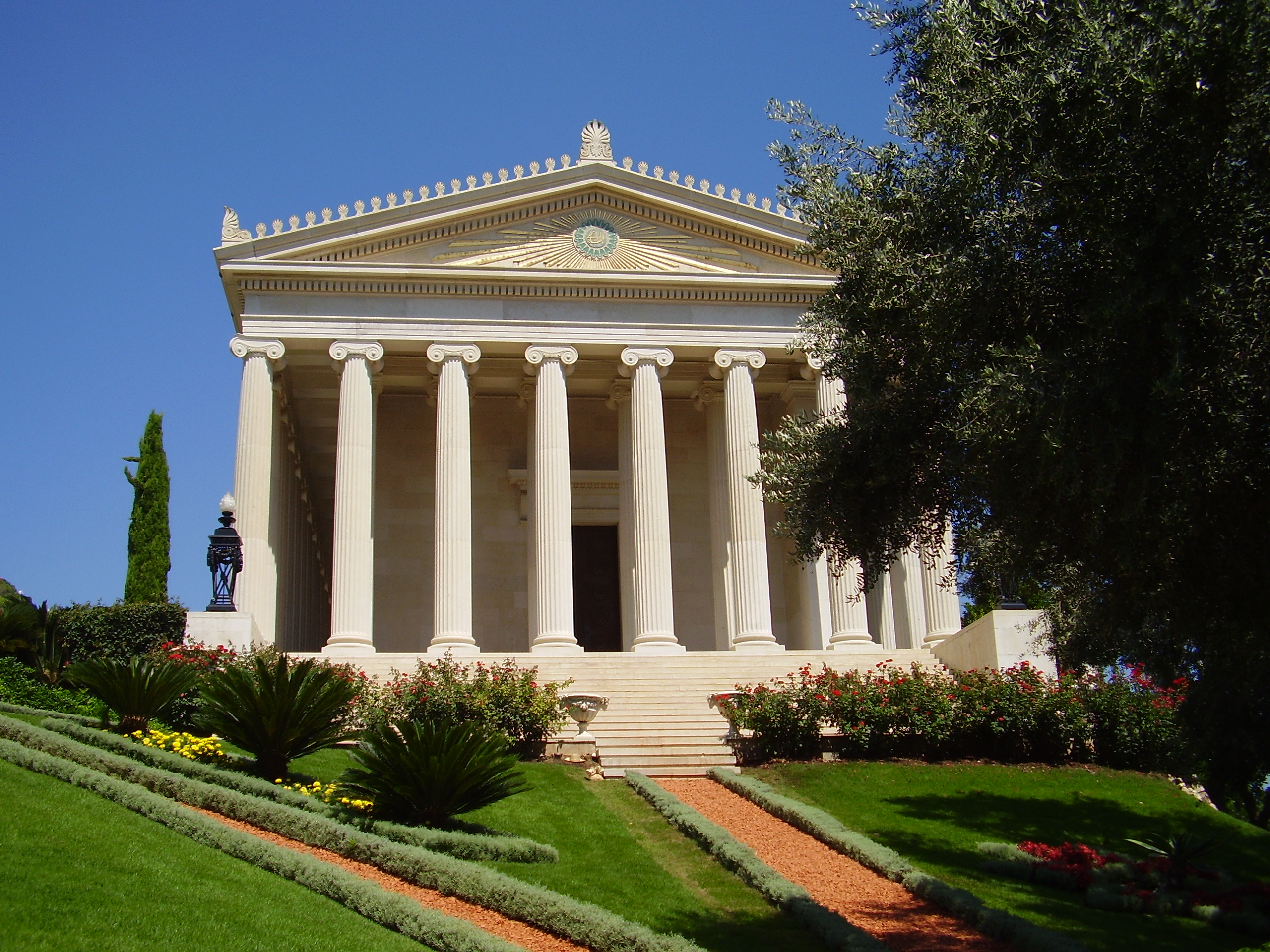
Archivio Bahai, Haifa

## Primi anni
John Esslemont proveniva da una famiglia di mercanti che ne curò particolarmente l'educazione. Frequentò la Ferryhill School, quindi l'università di Aberdeen.
Si laureò in medicina nel 1898, ma una malattia polmonare lo colpì durante gli anni del college. Dopo un breve periodo di ricerche scientifiche, sia in Inghilterra che in Svizzera e Germania, iniziò altri viaggi: in Australia dal 1901 al 1903 e in Sud Africa dal 1903 al 1908. 
Tornato in patria fu nominato sopraintendente del sanatorio di Bournemouth.

## Bahai
Esslemont abbracciò, all'inizio del 1915, gli insegnamenti di Bahá'u'lláh, il fondatore della Religione bahai, divenendo egli stesso Bahai.
La notizia della sua adesione alla Fede bahai e il suo libro stimolarono la diffusione della Fede bahai in Australia.
Esslemont oltre che l'inglese conosceva il francese, il tedesco, lo spagnolo e l'esperanto. Per approfondire la sua nuova Fede studiò poi anche l'arabo e il persiano, il che gli consentì di leggere anche i Testi Sacri originali.
Nel 1916 iniziò a lavorare al testo Bahá'u'lláh e la Nuova Era, uno dei libri più noti tra i Bahai per favorire uno studio alla Religione bahai e che è stato tradotto in varie decine di altre lingue.
Il leader dell'epoca della Fede bahai, 'Abdu'l-Bahá, incoraggiò Esslemont e lo consigliò nel portare a compimento l'opera.

## Haifa
Dopo il trapasso di `Abdu'l-Bahá, Esslemont si trasferì permanentemente in Palestina per coadiuvare Shoghi Effendi, il nuovo leader della Fede bahai, che, oltre tutto, lo aiutò nella rifinitura del libro.
Esslemont è sepolto nel cimitero bahai di Haifa assieme ad altri eminenti Bahai.
Nella regione di Grampian, nel nord-est della Scozia c'è una scuola bahai dedicata a Esslemont, la John Esslemont School.

## Opere
- Esslemont, J.E., Bahá'u'lláh and the New Era, 5th ed., Wilmette, Illinois, USA, Bahá'í Publishing Trust, 1980, ISBN 0-87743-160-4.